# Nghi Đức
Nghi Đức là một Phường thuộc thành phố Vinh, tỉnh Nghệ An, Việt Nam.
- Phường Nghi Đức là một xã trước đây thuộc huyện Nghi Lộc, đến năm 2008 để mở rộng thành phố Vinh theo quy hoạch, xã Nghi Đức được sáp nhập về thành phố Vinh trở thành 1 trong 25 xã, phường thuộc thành phố; cách trung tâm Vinh khoảng 5 km về phía Đông.
- Phường Nghi Đức là phường loại II, giáp ranh với nhiều phường, xã thuộc thành phố (Nghi Ân, Nghi Phú, Hưng Lộc, Nghi Phong, Nghi Thái). Nghi Đức nằm dọc trên tuyến đường đại lộ Vinh – Cửa Lò, là cửa ngõ phía đông bắc của thành phố Vinh. Có 3 trục giao thông chính qua địa bàn phường (đường 35m Vạn Xuân, đại lộ Vinh – Cửa Lò, đường Vinh – Cửa Hội).
- Diện tích tự nhiên 596,27 ha; gồm 9 khối dân cư có 9 khối gồm: Xuân Đức, Xuân Đồng, Xuân Tín, Xuân Hoa, Xuân Hương, Xuân Trung, Xuân Thịnh, Xuân Bình, Xuân Trang, với hơn 7106 người. Là một trong các Đảng bộ ít Đảng viên nhất thành phố: có 13 Chi bộ trực thuộc với 365 đảng viên; có gần 350 đảng viên sinh hoạt theo QĐ213.
- Phường có một giáo họ Ân Hậu gồm các đồng bào theo đạo Thiên Chúa gồm 140 hộ, có 2 ngôi chùa Phật giáo là chùa Ân Hậu và chùa Đức Hậu